# Odznaka tytułu honorowego „Zasłużony dla Kultury Narodowej”
Odznaka tytułu honorowego „Zasłużony dla Kultury Narodowej” – jedna z piętnastu odznak tytułów honorowych przyznawanych w PRL, ustanowiona 15 listopada 1984 jako wyraz uznania dla szczególnych zasług artystów, twórców kultury narodowej oraz innych osób, które sprawiły, że wartości i humanistyczne treści narodowej kultury stały się wartością ogólnospołeczną. Przeznaczona była dla osób szczególnie zasłużonych w tworzeniu wybitnych dzieł kultury narodowej, w działalności artystycznej i naukowej oraz w upowszechnianiu kultury.
Tytuł honorowy wraz z odznaką nadawano z okazji „Dnia Kultury” (niedziela w trzeciej dekadzie maja). Odznaka noszona była po prawej stronie piersi.
Wszystkie tytuły honorowe zostały zlikwidowane 23 grudnia 1992, ustawą z dnia 16 października 1992, pozostawiając dotychczasowym laureatom prawo do ich używania.